# Буэ-Вильоме, Луи Эдуард
Луи Эдуард Буэ-Вильоме (фр. Louis Édouard Bouët-Willaumez; 24 апреля 1808[…], Брест — 9 сентября 1871 или 10 сентября 1871, Париж) — французский адмирал и сенатор. Участник Французского завоевания Алжира, Крымской войны, Франко-прусской войны.

## Биография
Луи Эдуард Буэ-Вильоме родился 24 апреля 1808 года в городе Бресте во французском департаменте Финистер.
По окончании морского училища был выпущен в 1823 году в офицеры. В составе эскадры адмирала Анри Готье де Риньи принял участие в морской экспедиции и в покорении Алжира, после бомбардировки которого в 1832 году участвовал в блокаде Антверпена. 

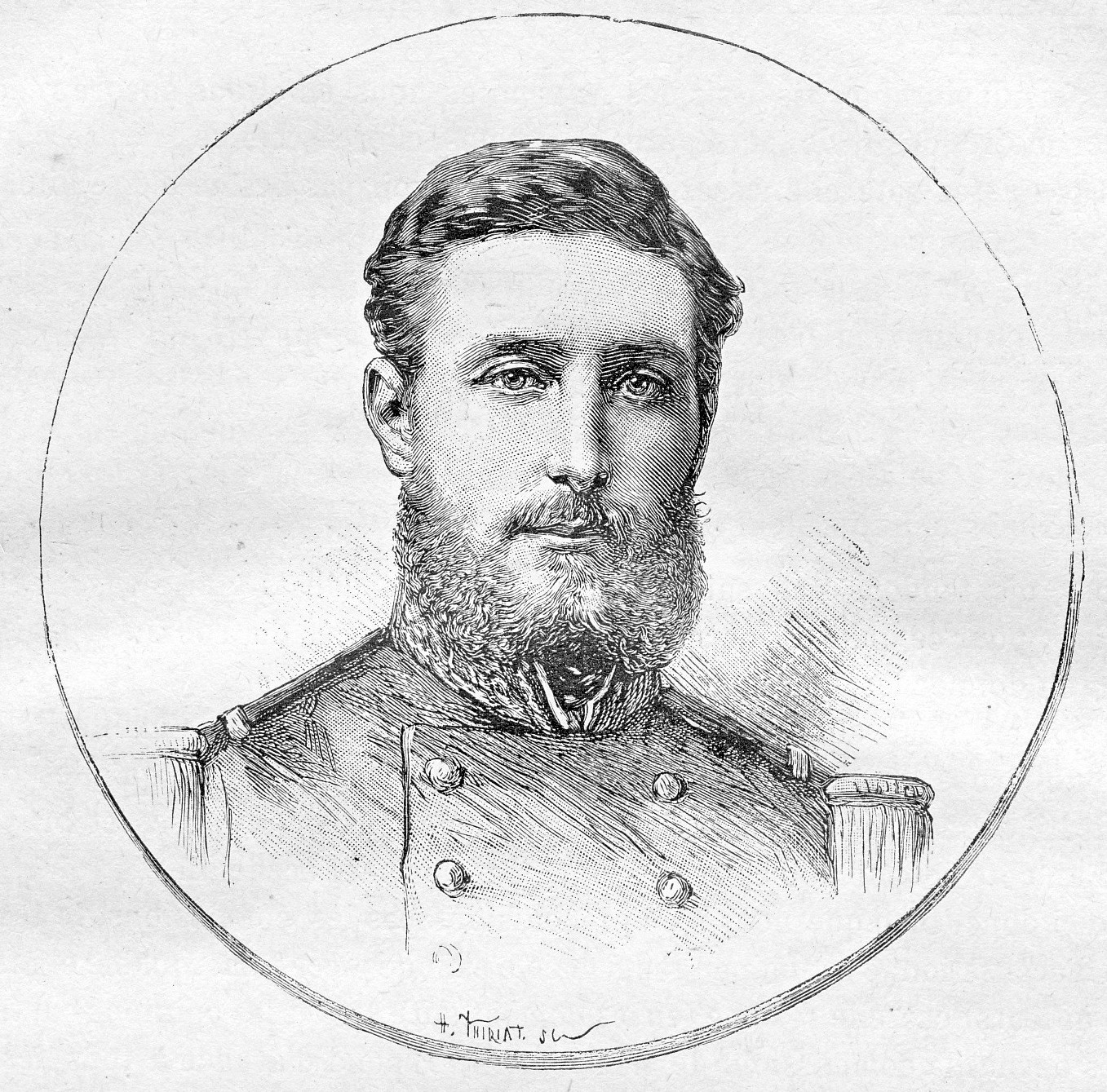
Луи Эдуард Буэ-Вильоме

В 1843 году, командуя канонирским бригом «Malouine», был послан к западным берегам Гвинеи исследовать их и завязать торговые отношения с туземцами. После устранения ряда препятствий Буэ-Вильоме основал здесь 3 фактории: Большой Бассам, Ассинию и Габун.
Вскоре после этого он был послан в Лондон с герцогом де Брольи, для выработки трактата о протекторате и торговой монополии Франции в её новых гвинейских колониях.
В 1844 году, в чине капитана 1 ранга, он поднялся на пароходе «L’Africaine» вверх по реке Сенегал, но эпидемия лихорадки, жертвой которой стал и сам Эдуард Буэ-Вильоме, заставили экспедицию вернуться назад.
В том же году в составе эскадры герцога Жуанвильского принял участие в бомбардировке острова Могадор (ныне под юрисдикцией Эс-Сувейра), в Марокко, после которой был назначен губернатором французских владений в Сенегале; пробыв здесь до 1847 года, он произвёл промер и съёмку берегов этих владений.
В 1853 году Луи Эдуард Буэ-Вильоме был назначен начальником штаба эскадры Средиземного моря, и в этой должности, во время Крымской войны совершил поход к российским берегам и принял участие в осаде Севастополя. На собранном в Варне военном совете, 26 августа 1854 года, он был одним из двух членов, настаивавших на немедленном начале военных действий, с высадкой экспедиции корпуса в Крыму, несмотря на ослабление его эпидемией холерой. План высадки союзнической армии под Севастополем был разработан Буэ-Вильоме. Произведённый в контр-адмиралы, он участвовал в бомбардировке Севастопольских укреплений и русского императорского флота 15 октября 1854 года, держа свой флаг на корабле «Ville de Paris». Затем он принимал участие в занятии Керчь — Еникале 25 мая и в бомбардировке Таганрога 3 июня.
По окончании войны он был назначен начальником восточной морской дивизии экспедиционного корпуса в Грецию. Когда разразилась война между Австрией и Италией, в союзе с которой была Франция, он со своей эскадрой двинулся для осады Киоджии (крепость Венеции), но перемирие остановило военные действия.
В 1860 году был произведён в вице-адмиралы и назначен морским префектом сначала Шербура, а затем Тулона; в звании последнего он принял деятельное участие в подготовке интервенции в Мексику.
В 1865 году был назначен сенатором, а в 1870 году, с началом Франко-прусской войны, стал во главе десантной экспедиции, снаряжённой для высадки французских войск на берегу Пруссии. Но после неудачной для французов битвы при Рейхсгофене мысль о десанте была оставлена, и эскадра стала крейсировать к балтийским берегам Пруссии. Германский флот, сознавая свою слабость, не выходил в море, и двухмесячное боевое дежурство так и не привело к битве на море.
Луи Эдуард Буэ-Вильоме умер 10 сентября 1871 года в столице Франции и был похоронен на кладбище Пер-Лашез.
Свободное от службы время адмирал Буэ-Вильоме посвящал разработке морских и военных вопросов. Особенной известностью пользовалась его книга «Тактика броненосных судов» («Tactique navale à l’usage d’une flotte cuirassée» изданная в 1866 году и представлявшая собой одно из первых сочинений в этой области военного искусства и военной науки.

## Избранная библиография
- «Descriptions nautiques des côtes de l’Afrique occidentale», 1845;
- «Commerce et traité des nègres aux côtes occidentales de l’Afrique», 1848;
- «Batailles de terre et de mer», 1855;
- «Tactique navale à l’usage d’une flotte cuirassée» («Тактика броненосных судов»), 1866;
- «Questions et réponses aux sujets de nos forces navales», 1871.